# Miti e leggende di Ancona

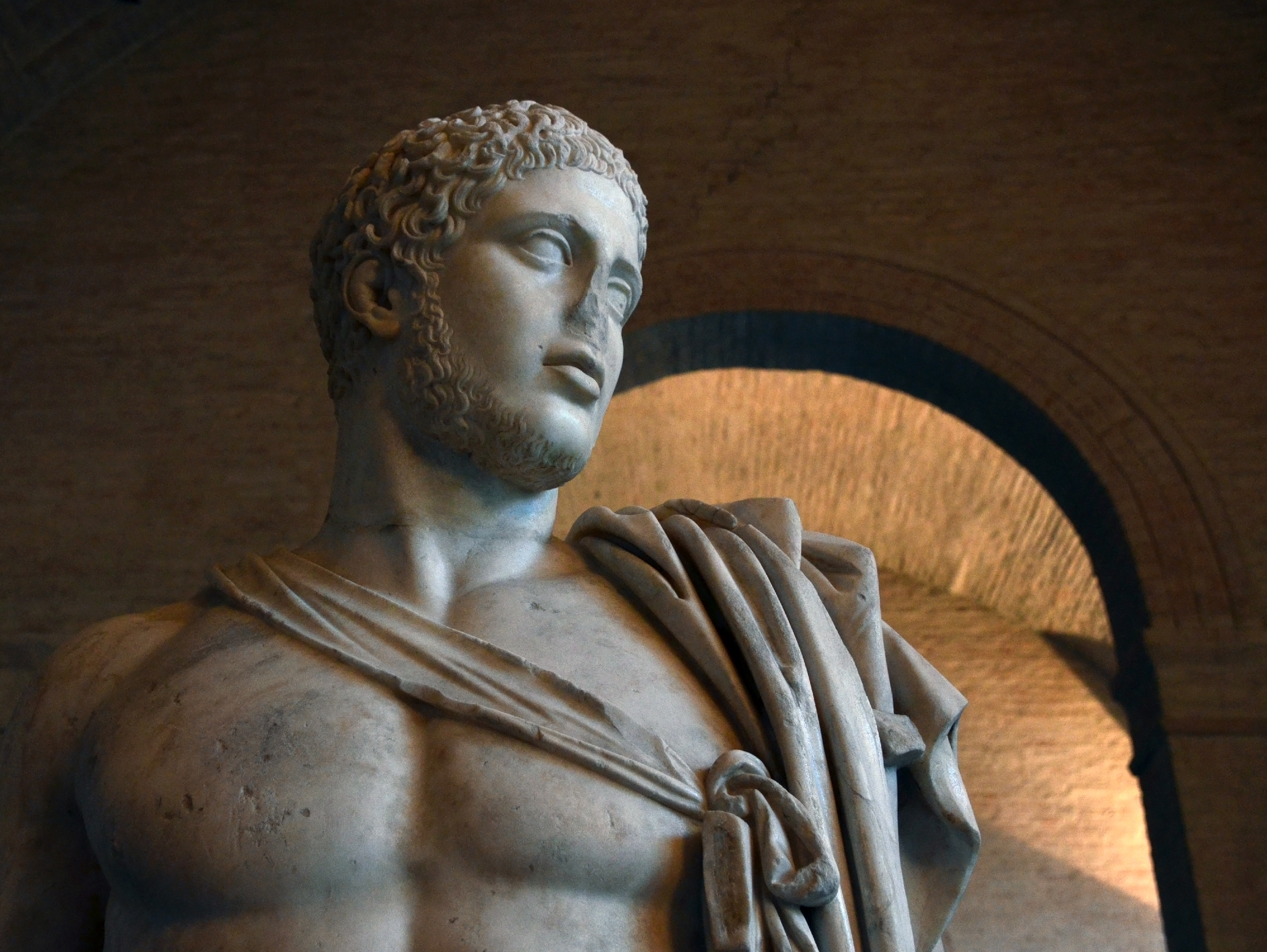
Statua di Diomede, eroe greco legato all'Adriatico e alla città di Ancona (Gliptoteca di Monaco di Baviera)

I miti e le leggende di Ancona sono di varie epoche e di origine popolare o letteraria.

## Ancona e il mito di Diomede
Il mito di Diomede riguarda Ancona nella sua parte centrale, compresa tra la fine della Guerra di Troia e il suo definitivo stabilirsi in Italia; per le parti restanti del mito vedi alla voce Diomede. Dopo la distruzione di Troia Diomede tornò velocemente nella città di Argo, della quale era il re. Diomede scoprì però ben presto che nessuno si ricordava di lui: né i suoi sudditi, né sua moglie. Diomede non voleva cedere alla disperazione, ma ormai non aveva più senso rimanere. Abbandonò perciò le sue armi ed il suo scudo sull'altare del tempio di Era e decise di riprendere le vie del mare insieme a sei compagni, ai quali era legato fin dall'infanzia: Akmon, Likos, Abas, Ida, Rexenor e Niktis. Navigarono verso ovest, entrando in Adriatico. Durante la navigazione Diomede ripensò alla guerra e capì che ciò che gli era capitato ad Argo era opera di Afrodite, che si era vendicata dell'affronto ricevuto durante la guerra: Diomede infatti l'aveva ferita ed offesa; aver perso il trono e la moglie era la diretta conseguenza della sua hýbris (tracotanza). Ora poteva fare solo una cosa: cercare di ottenere il perdono della dea. Trasformò così il suo navigare in un'opera di diffusione dell'arte della navigazione, per onorare Afrodite, che come è noto oltre ad essere la dea della bellezza e dell'amore, sotto l'epiteto di "euplea" era anche considerata la divinità della buona navigazione. L'eroe si fermava con le sue navi ovunque ci fosse un porto naturale e istruiva le popolazioni sull'arte di viaggiare per mare. Oltre a ciò, insegnava ad addomesticare i cavalli, altra sua grande passione. Si fermò così in un punto della costa dove un gomito di roccia proteggeva un porto naturale: era il luogo dove più tardi sarebbe sorta Ancona. Insegnò agli abitanti l'arte di costruire le navi e di orientarsi con le stelle. Diomede sentì infine di avere ottenuto il perdono di Afrodite, e si stabilì in terra italiana, fondando città e diffondendo la civiltà greca. Alla sua morte, ad Ancona venne eretto sulla riva del mare un tempio in suo onore, sulla cui facciata si leggeva: "Al nostro benefattore".

## Ancona e gli specchi ustori

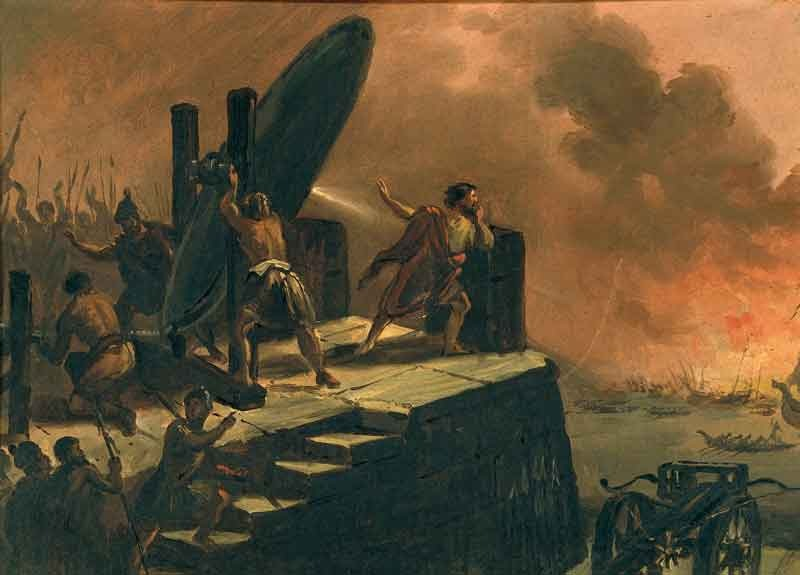
Gli specchi ustori, dipinto di scuola italiana, ante 1824 (Milano, Pinacoteca Ambrosiana).

La leggenda trae spunto da dati storici, come la fondazione di Ankón (Ancona) da parte dei Greci di Siracusa, l'assedio e la conquista romana di questa città, avvenuta nel 212 a.C. e si sofferma sulla figura del celebre scienziato siracusano Archimede. Egli aveva partecipato alla difesa della sua città inventando nuove e straordinarie armi per respingere i Romani, nuovi tipi di fortificazioni, e soprattutto avendo ideato gli specchi ustori, in grado di concentrare i raggi del sole e di rifletterli potenziati verso le navi nemiche per incendiarle. Nonostante tutto, Siracusa cadde e i Romani la saccheggiarono. 
Archimede venne ucciso durante il saccheggio, e i suoi discepoli, addolorati per la morte del loro grande maestro, cercarono almeno di non far cadere nelle mani dei nemici le sue geniali invenzioni. Pensarono così di inviarli clandestinamente ad Ancona, città fondata proprio dai Siracusani, di lingua e cultura greca e in ottimi rapporti con la propria città madre.
Dato che i Romani minacciavano di conquistare anche Ancona gli specchi sarebbero serviti ancora, e vennero nascosti in una grotta che il mare aveva scavato alla base delle rupi sulle quali sorge la città. La città di Ancona però non diventò romana con un atto di forza, ma gradualmente e senza colpo ferire. Secondo la leggenda gli specchi ustori sono così ancora nascosti sotto la città, in una cavità delle rupi della quale nessuno ricorda più l'accesso. A volte, però, all'alba, per brevi istanti un raggio di sole riesce a penetrare all'interno della grotta e si riflette sugli antichissimi specchi. Se qualcuno, in quel momento, da una barca guarda verso le rupi, vede un bagliore, quasi un incendio, che poco dopo, quando il sole si solleva dall'orizzonte, svanisce.

## La campana sommersa di San Clemente

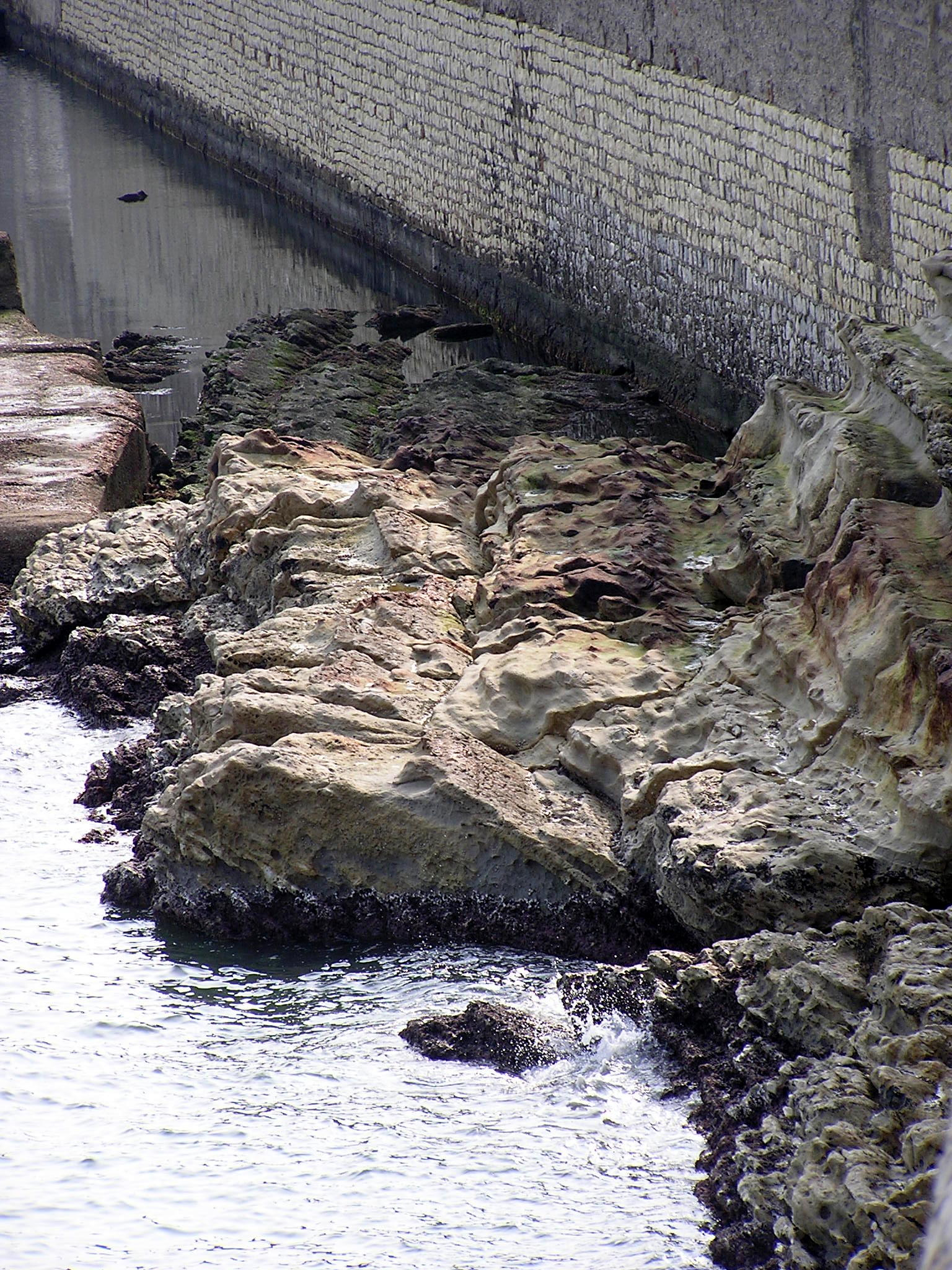
Scoglio di San Clemente, dagli anni settanta del Novecento parzialmente inglobato nell'area dei Cantieri Navali.

Il colle Guasco, su cui sorge il Duomo, terminava verso nord con un alto sperone roccioso; di fronte ad esso, in mezzo al mare, sorgeva il grande scoglio di San Clemente, che prendeva nome da un'antica chiesa sorta sui resti di un ancor più antico tempio dedicato a Diomede. Lo scoglio è stato poi inglobato nell'ampliamento dei Cantieri Navali, ma ancor oggi ne è visibile un lato bagnato dal mare sotto al muro di cinta.
La chiesa di San Clemente crollò secoli or sono in mare, a causa dell'erosione delle onde e i suoi resti sono ancora visibili durante le immersioni subacquee. Secondo la leggenda, però, la campana della chiesa giace ancora sul fondo marino e  durante le tempeste ancora risuona, e i suoi rintocchi si confondono con il fragore dei flutti. Le creature del mare, richiamate dal suono, accorrono a frotte sotto l'antico scoglio. Una variante localizza la campana sommersa al largo di un altro scoglio, quello del Trave, sempre lungo la costa anconitana. Secondo alcuni studiosi il compositore Ottorino Respighi si ispirò a questa leggenda quando compose "La campana sommersa".

## I leoni del Duomo e la leggenda del Calmucco

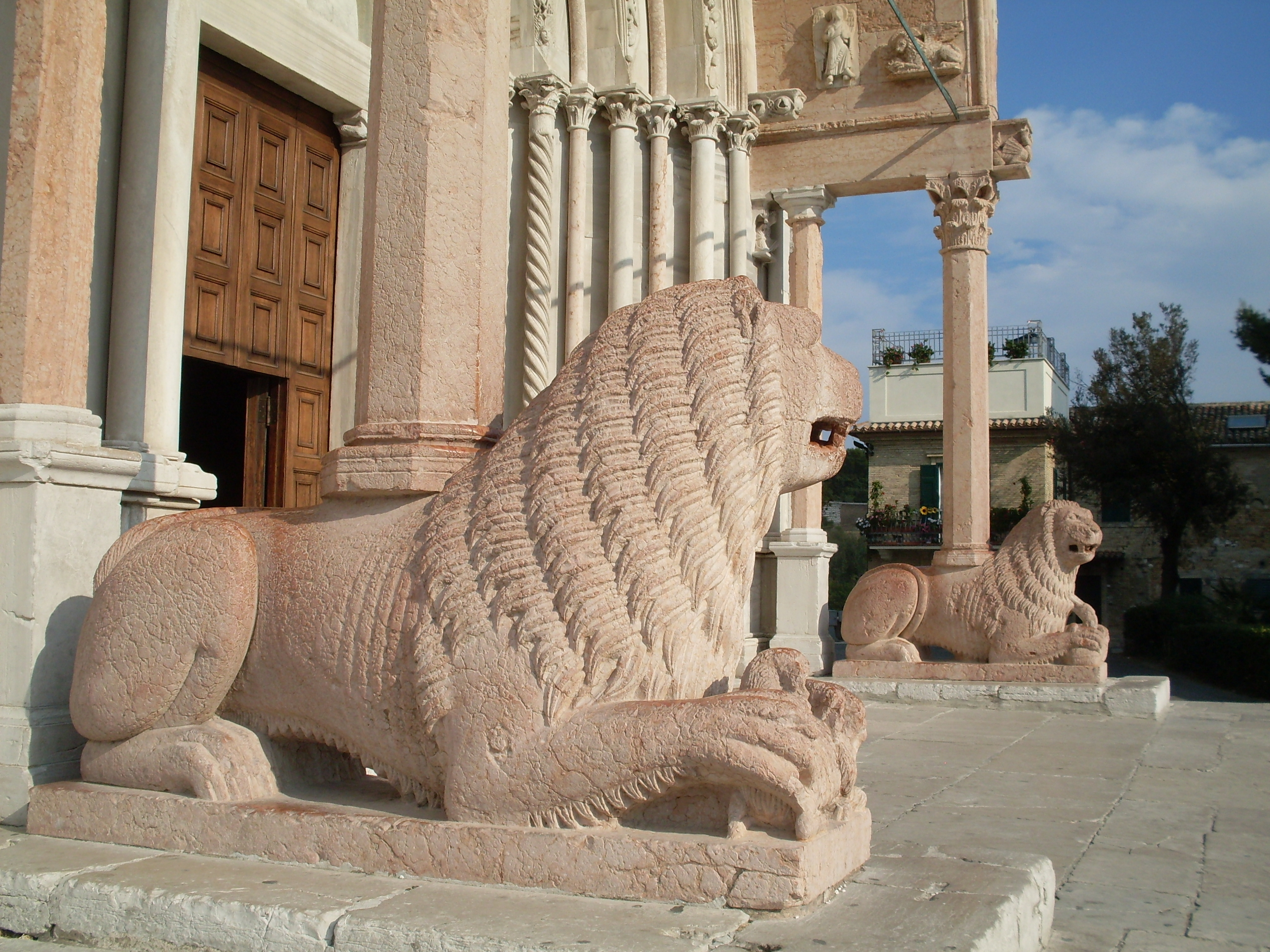
I leoni del Duomo - quello di sinistra ha tra gli artigli un ariete, quello di destra, invece, un serpente alato

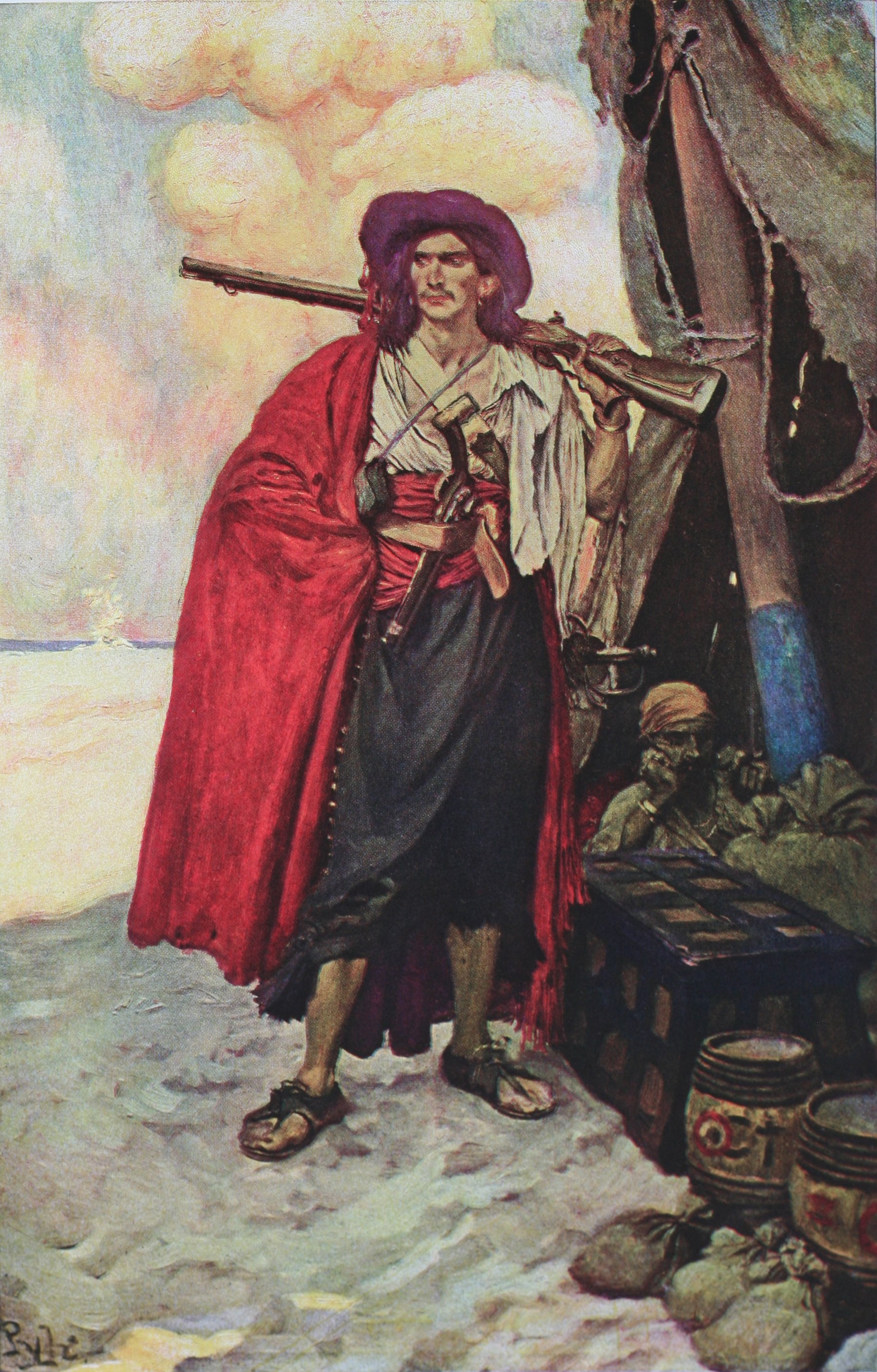
Immagine di un tipico pirata

La leggenda del Calmucco è alla base di un'usanza molto diffusa in città: quella che hanno i bambini di introdurre le mani all'interno delle fauci dei leoni di pietra posti ai lati del portale del Duomo. A causa di questa antica usanza le fauci dei leoni sono levigatissime, così come la groppa, sulla quale i bambini montano a cavallo; la finitura originale della pietra è invece ruvida.
La leggenda dice che durante la notte di luna piena d'agosto, nel tempo della canicola, c'è sempre la possibilità che torni il Calmucco, sotto forma di spirito. Egli era stato uno dei più temibili pirati, di quelli che nei tempi più bui del Medioevo provavano ad assaltare la città. Secoli fa, questo Calmucco, sbarcato al porto proprio durante la luna piena d'agosto, era penetrato all'interno delle mura con l'intento di commettere un furto tanto ardito quanto sacrilego: voleva impadronirsi dei leoni del Duomo, anche in segno di sfregio nei confronti di Ancona, che da sempre considera queste statue uno dei suoi simboli più preziosi. Quando il pirata cominciò a manomettere le sculture, però, esse si animarono e gli azzannarono le mani staccandogli tre dita. Preso da terrore, il Calmucco fuggì via a perdifiato, perdendo anche le sue babbucce d'oro. I ragazzini di Ancona allora, nella ricorrenza del tentato furto, nottetempo si recano in gruppo sul piazzale del Duomo e stando bene attenti a non farsi scorgere dai leoni, salgono le scale che conducono al portale del Duomo e pronunciano le parole di rito:
La prova serve ad avere conferma di essere "buoni", il segno è una "stella filante" (stella cadente), il pegno è un bottone o un altro piccolo oggetto che abbia un valore, sia pur minimo. Quando qualcuno del gruppo vede una stella cadente, uno alla volta i ragazzini poggiano il bottone per terra e, velocemente, passano la mano nelle fauci di un leone. Il fatto che i leoni lasciano integre le mani dà ai ragazzini la conferma di essere buoni. A questo punto tutti si allontanano di corsa, passando per lo scalone che riporta verso la base della collina del Duomo.

## La storia di Mosciolino

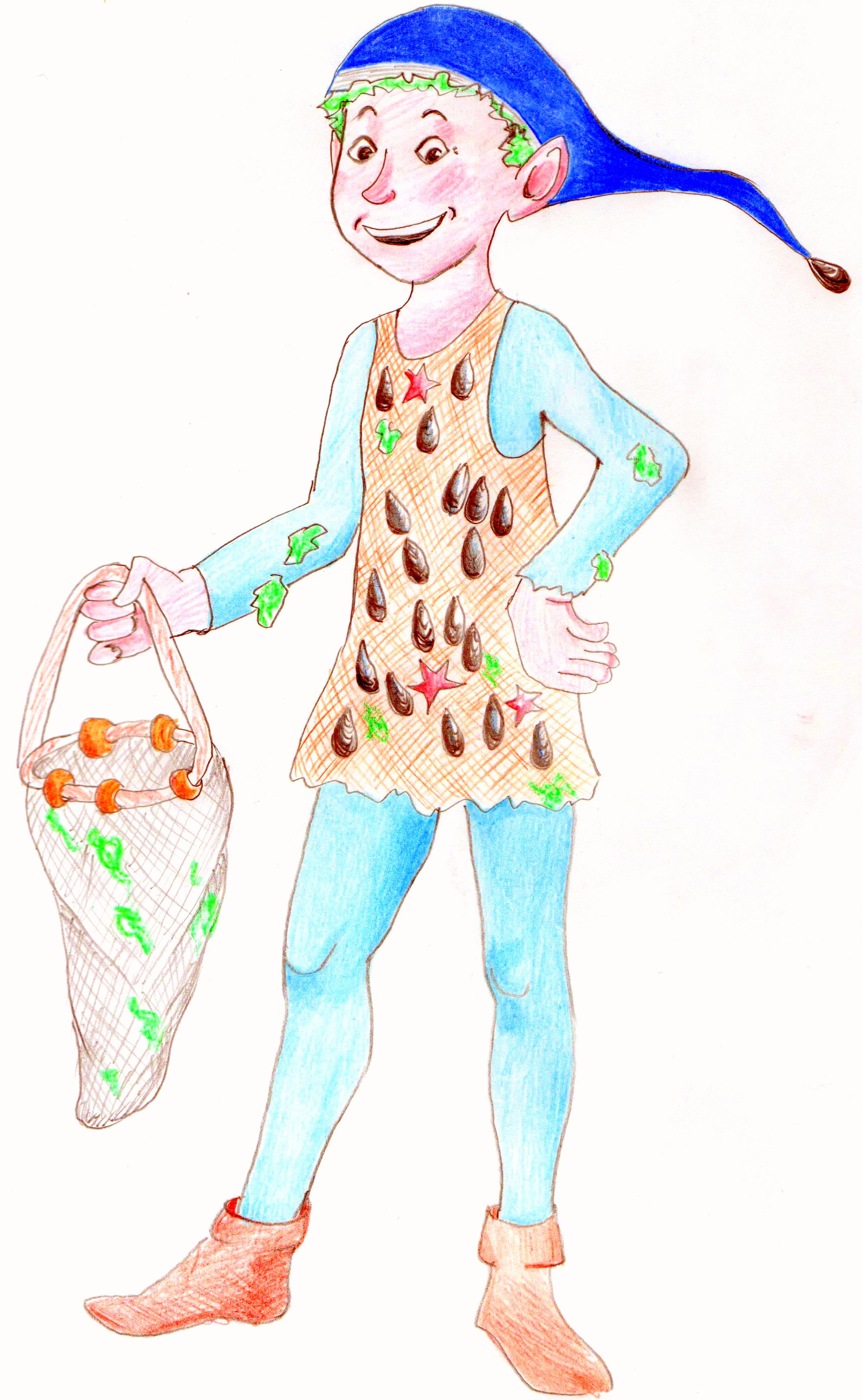
La maschera di Mosciolino ideata da Andrea Goroni (ridisegnata)

Questa è una leggenda moderna, nata in seguito all'adozione di Mosciolino come maschera del Carnevale anconitano, nel febbraio del 1999 grazie ad un concorso, vinto dall'illustratore Andrea Goroni. Prende nome dal "mòsciolo", nome locale del mitilo.
Mosciolino era un ragazzo senza famiglia ed era chiamato così perché lo si vedeva sempre nei pressi del mare e perché spesso si sfamava con i moscioli.
Sembrava che fosse nato proprio lì, in mezzo ai bianchi scogli della spiaggia del Passetto, con il retino per la pesca dei frutti di mare in mano.
Era amico di tutti gli animaletti del mare.
I suoi vestiti erano sbiaditi dal sole e qualche pezzo di rete e qualche guscio di mosciolo spesso rimanevano tra le tasche e le cuciture. I suoi capelli, pieni di sale erano diventati durissimi, e se si guardava bene, tra le ciocche c'era sempre qualche alga.
Un giorno mentre era sulla spiaggia sentì un gran chiasso provenire dalla città: musica, risate, trombette e urla di allegria. Incuriosito volle andare a vedere. Si festeggiava il Carnevale, e tutti erano in maschera. Lui si nascose per osservare senza essere visto. Era stata indetta una gara per la maschera più bella, ma ancora non si era riusciti a trovarne una degna della vittoria.
Mosciolino osservava tutto incuriosito quando vide un carro che gli sembrò meraviglioso: riproduceva, con grandi figure di cartapesta, Nettuno, re del mare, con un grande tridente e con tutto il suo corteo di tritoni e nereidi. Incantato da quella visione, uscì dal suo nascondiglio per seguire il carro di Nettuno. Così la gente lo vide e tutti rimasero a bocca aperta: non si era mai vista una maschera così bella e fantasiosa. Quando Mosciolino si accorse di essere stato scoperto, si spaventò e tentò di tornare tra i suoi scogli, ma ormai era troppo tardi, perché lo stavano trascinando verso il palco. Le persone intorno lo tranquillizzarono spiegandogli che aveva vinto un premio per la sua bella maschera. Mosciolino scoppiò a ridere e disse che la sua non era una maschera, ma il suo vestito normale. Vollero premiarlo ugualmente, ma Mosciolino non volle il premio previsto, chiedendo invece di poter fare un giro sul carro di Nettuno. Lo accontentarono volentieri.
Così Mosciolino salì sul carro di Nettuno e girò tutta la città. La gente vedendolo passare lo ammirava e gridava: “È nata una nuova maschera!"